# UFC 214
UFC 214: Cormier vs. Jones 2 var en MMA-gala som arrangerades av Ultimate Fighting Championship och ägde rum 29 juli 2017 i Anaheim i USA. 

## Resultat
1. ↑  Titelmatch i lätt tungvikt. Ursprungligen vinst via KO i tredje ronden för Jones. Resultatet ogiltigförklarades efter att Jones fastnat i en dopingkontroll.[2]
2. ↑  Titelmatch i weltervikt.
3. ↑  Titelmatch i fjädervikt.
4. ↑  Catchweight 140 lbs.[3]